# Andzisi
Andzisi (en georgiano: ანძისი; en ruso: Андиси) o Andis (en osetio: Андис) es un pueblo que pertenece a la parcialmente reconocida República de Osetia del Sur, parte del distrito de Tsjinval, aunque de iure pertenece al municipio de Kurta de la región de Iberia Interior de Georgia.

## Geografía
Andzisi se encuentra en el lado izquierdo del río Gran Liajvi, a 15 km de Tsjinvali. La aldea se administra desde el pueblo de Kemerti. 

## Historia
Los primeros pobladores de la aldea llegaron en 1854, originarios de las aldeas de Yava, Buzala y Jvtse. A principios del siglo XX, Andzisi formaba parte del patriarcado de Yava. Según el Calendario Caucásico de 1910, Andzisi formaba parte del Distrito Montañoso de Osetia.
Según la división administrativa de la República Socialista Soviética de Georgia, formó parte del Óblast Autónomo de Osetia del Sur desde 1922.
De 1922 a 1990, formó parte del distrito de Tsjinval del óblast autónomo de Osetia del Sur. De 1990 a 2006, formó parte del raión de Kareli y, desde 2006, forma parte del municipio de Kurta.  
Durante la guerra de Osetia del Sur de 1991-1992, las autoridades osetias lograron controlar el pueblo y los georgianos huyeron del lugar. En la década de 1990, cuando el conflicto entre Georgia y Osetia ya estaba cobrando fuerza, se volvió peligroso transitar por las aldeas de población georgiana, y entonces el primer líder de Osetia del Sur, Torez Kulumbegov, ordenó verbalmente transferir la aldea de Andzisi a la jurisdicción del distrito de Dzau.  A petición de los residentes locales en 2012 al presidente y a las autoridades de la República, la aldea fue transferida de nuevo al distrio de Tsjinval.

## Demografía
La evolución demográfica de Andzisi entre 1907 y 2015 fue la siguiente:
| 105                                                      | 111 | 119 | 71 | 65 | 34 | 37 | 27 |
| (Fuente: Population of South Ossetia since Soviet times) |     |     |    |    |    |    |    |

Según el censo soviético de 1959, la mayoría de la población local eran osetios.